# 1971 en chimie
Cet article présente les faits marquants de l'année 1971 en chimie.

## Prix
- Prix Nobel de chimie : Gerhard Herzberg pour ses contributions à la connaissance de la structure électronique et de la géométrie des molécules, et en particulier des radicaux libres[1].
- Prix Procter & Gamble : Milton Kerker[2]
- Prix Anselme-Payen : Tore Timell[3]
- Médaille Garvan-Olin : Mary Peters Fieser[4]
- Prix Ernest-Guenther : Ernest Wenkert[5]
- ACS Award in Pure Chemistry : R. Bruce King[6]
- Prix Irving-Langmuir : Michael E. Fisher[7]
- Médaille Priestley : Frederick Rossini[8],[9]
- Médaille Davy : George Porter en reconnaissance de ses contributions remarquables à notre compréhension des réactions chimiques[10],[11].
- Claude S. Hudson Award in Carbohydrate Chemistry : Robert S. Tipson[12]
- Médaille William-H.-Nichols : Henry Taube[13]

## Décès
- 13 janvier[14] : Arthur Stoll (né en 1887), chimiste suisse.
- 25 février[15] : Theodor Svedberg (né en 1884), chimiste suédois.
- 4 mars : Constantin Cândea (né en 1887), chimiste roumain, Professeur Docteur Ingénieur en Chimie et Recteur de l'Université Politehnica (Timișoara).
- 21 avril :  Charles Léopold Mayer (né en 1881), chimiste français.
- 25 avril : Jan Hendrik de Boer (né en 1899), physicien et chimiste néerlandais.
- 15 juin : Wendell Meredith Stanley (né en 1904), biochimiste et virologue américain.
- 18 juin[16] : Paul Karrer (né en 1889), chimiste organicien suisse.
- 29 octobre : Arne Tiselius (né en 1902), biochimiste suédois.
- 4 décembre : Ronald Sydney Nyholm (né en 1917), chimiste australien.